# 駐巴勒斯坦外交機構列表

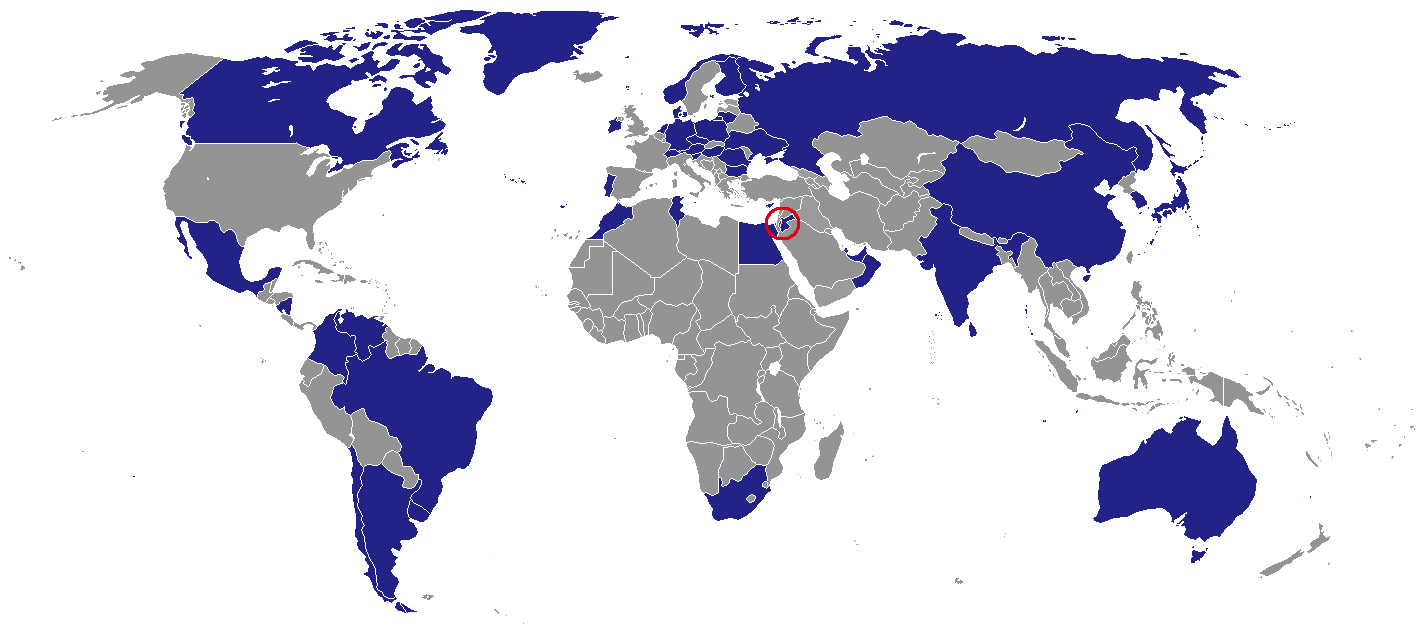
驻巴勒斯坦外交机构的国家或地区

這個列表包含駐巴勒斯坦民族权力机构或巴勒斯坦國的外交或準外交機構。由於以色列控制著大部分構成巴勒斯坦國的領土，因此以色列不承認巴勒斯坦國，將駐巴勒斯坦大多數的外交機構稱為代表處，但這並不影響其地位。
駐巴勒斯坦國或巴勒斯坦民族权力机构的大多數外交機構或準外交機構都駐紮在拉姆安拉，部分國家在加薩設有辦事處。在拉姆安拉和加薩駐有26個外交使團，16個駐巴勒斯坦民族权力机构代表團，在伯利恆和耶路撒冷設有17個領事館，35個外交使團位於巴勒斯坦國境外之外。

## 外交机构
除另有說明，以下机构均设立在拉姆安拉。
| - 阿根廷 - 巴西 - 保加利亚 - 智利 - 中华人民共和国 - 賽普勒斯 - 捷克 - 埃及（在拉姆安拉和加薩的辦事處） - 匈牙利 - 印度 - 约旦（在拉姆安拉和加薩的辦事處） - 馬爾他 - 摩洛哥（在拉姆安拉和加薩的辦事處） - 阿曼（在拉姆安拉和加薩的辦事處） | - 波蘭 - （加薩） - 羅馬尼亞 - 俄羅斯 - 南非（在拉姆安拉和加薩的辦事處） - 斯里蘭卡 - 突尼西亞（在拉姆安拉和加薩的辦事處） - 乌克兰 - 阿联酋 - 乌拉圭 - 委內瑞拉 |

### 驻PLO或PNA代表团
PLO为巴勒斯坦解放組織，PNA为巴勒斯坦民族权力机构。
| - 奥地利 - 加拿大 - 丹麦 - 芬兰 - 德国 - 爱尔兰 - 日本 | - 立陶宛 - 墨西哥 - 荷蘭 - 挪威（Al Ram） - 葡萄牙 - 斯洛維尼亞 - 大韓民國 - 瑞士 |

## 领事馆
伯利恆
- 捷克
- 薩爾瓦多[2]
- 匈牙利
- 波蘭
- 斯里蘭卡

耶路撒冷
- 比利时[3]
- 法國[4]
- 希腊[5]
- 聖座
- 義大利[6]
- 西班牙[7]
- 瑞典[8]
- 土耳其[9]
- 英国[10]

## 非常驻机构
除另有說明，以下机构均设立在埃及开罗。
| - 阿富汗 - 阿尔巴尼亚 - 阿尔及利亚 - 白俄羅斯 - （的黎波里） - 玻利维亚 - 古巴（突尼斯） - 加彭 - 印度尼西亞（安曼） - 伊朗 - 伊拉克 - 日本（安曼） - 科威特（安曼） - 黎巴嫩 - 利比亞 | - 马拉维 - 马来西亚 - 馬爾地夫（利雅德） - 蒙古国 - 尼加拉瓜 - 奈及利亞 - （莫斯科） - 巴基斯坦 - 巴拉圭 - 菲律賓（安曼） - 沙烏地阿拉伯（安曼） - 塞爾維亞 - 斯洛伐克 - 叙利亚（安曼） - 泰國 - 坦桑尼亚 - 越南 - 葉門 - 辛巴威 |

## 国际组织
- 聯合國教科文組織[14]
- 欧洲联盟
- 联合国
- 国际红十字与红新月运动